# David N. Cutler

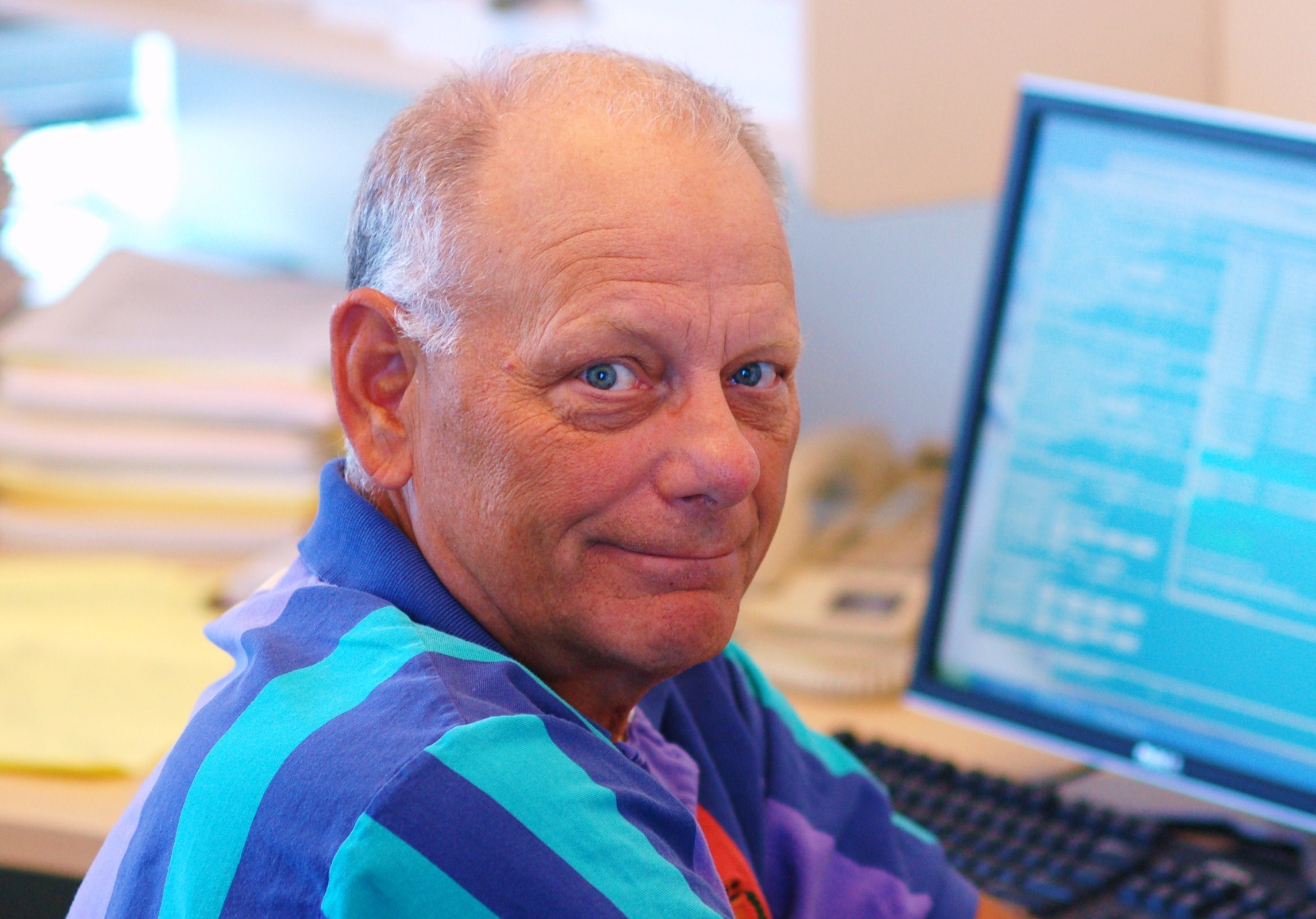
David N. Cutler arbeitet an Windows Azure

David Neil „Dave“ Cutler (* 13. März 1942 in Lansing, Michigan) ist ein US-amerikanischer Softwareentwickler. Er entwickelte für die Firma Digital Equipment Corporation das Echtzeitbetriebssystem VAXELN sowie das RSX-11- und das VMS-Betriebssystem. Er wurde 1988 durch Microsoft abgeworben, um das neue Betriebssystem  Windows NT zu entwerfen und die Entwicklung zu leiten.

## Leben
David Cutler wuchs in DeWitt in Michigan auf. Nach seinem Bachelor-Abschluss 1965 in Mathematik am Olivet College arbeitete er bei DuPont. Eine seiner Aufgaben dort war es, Computersimulationen auf Digital-Rechnern zu entwickeln. Er verließ schließlich DuPont, weil er ein großes Interesse für die Architektur von Betriebssystemen entwickelte.
Cutlers Softwarekarriere begann als Mitgründer der Firma Agrippa-Ord. Sie befand sich in Monument Square, in Concord, Massachusetts (oder möglicherweise in Acton, Massachusetts) und vermarktete Software für LINC und PDP-8 Computer.
Neben seinen technischen Fähigkeiten ist Cutler für seinen sardonischen Humor bekannt. Dieser spiegelte sich gelegentlich auch in grimmigen Fehlermeldungen wider.
Cutler ist begeisterter Autorennfahrer. Er hat zuerst von 1996 bis 2002 in der Atlantic Championship gewetteifert und dann eine Karriere in der Top 8 in der Milwaukee Mile 2000 gestartet.
2016 wird Cutler als Fellow in das Computer History Museum aufgenommen.